# Gobernación de Antioquia-Indeportes Antioquia/Saison 2012
Dieser Artikel listet Erfolge und Fahrer des Radsportteams Gobernación de Antioquia-Indeportes Antioquia in der Saison 2012 auf.

## Erfolge in der America Tour
| Datum    | Rennen                        | Kat. | Fahrer    |
| -------- | ----------------------------- | ---- | --------- |
| 21. März | 4. Etappe Vuelta Mexico       | 2.2  | Alex Caño |
| 24. März | 7. Etappe Vuelta Mexico (EZF) | 2.2  | Alex Caño |

## Abgänge – Zugänge
| Zugänge         | Team 2011                           | Abgänge          | Team 2012             |
| --------------- | ----------------------------------- | ---------------- | --------------------- |
| Alex Caño       | Colombia es Pasión-Café de Colombia | Sergio Henao     | Sky ProCycling        |
| Sebastián Henao | Neoprofi                            | Isaac Bolívar    | EPM-UNE               |
| Argiro Ospina   | Neoprofi                            | Óscar Sevilla    | Empacadora San Marcos |
| Yean Rodríguez  | Neoprofi                            | John Fredy Parra | Unbekannt             |
|                 |                                     | César Villegas   | Unbekannt             |

## Mannschaft
| Name                   | Geburtstag         | Nationalität | Team 2013                                  |
| ---------------------- | ------------------ | ------------ | ------------------------------------------ |
| Janier Acevedo         | 6. Dezember 1985   | Kolumbien    | Jamis-Hagens Berman                        |
| Óscar Álvarez          | 9. Dezember 1977   | Kolumbien    | Aguardiente Antioqueño-Lotería de Medellín |
| Alex Caño              | 13. März 1983      | Kolumbien    | Aguardiente Antioqueño-Lotería de Medellín |
| José Enrique Gutiérrez | 18. Juni 1974      | Spanien      |                                            |
| Sebastián Henao        | 5. August 1993     | Kolumbien    | Colombia Coldeportes                       |
| Daniel Jaramillo       | 15. Januar 1991    | Kolumbien    | Colombia Coldeportes                       |
| Luis López Escobar     | 12. Dezember 1990  | Kolumbien    |                                            |
| Rafael Montiel         | 28. Juni 1981      | Kolumbien    | Aguardiente Antioqueño-Lotería de Medellín |
| Cristian Montoya       | 4. August 1989     | Kolumbien    | Colombia Coldeportes                       |
| Argiro Ospina          | 3. September 1991  | Kolumbien    | Movistar                                   |
| Carlos Ospina          | 10. September 1982 | Kolumbien    | Aguardiente Antioqueño-Lotería de Medellín |
| Darwin Pantoja         | 25. September 1990 | Kolumbien    | Movistar Team América                      |
| Alejandro Ramírez      | 15. August 1981    | Kolumbien    | Aguardiente Antioqueño-Lotería de Medellín |
| Julián Rodas           | 2. Januar 1982     | Kolumbien    | Colombia Coldeportes                       |
| Yean Rodríguez         | 7. März 1991       | Kolumbien    | 472-Colombia                               |
| William Valencia       | 6. November 1989   | Kolumbien    |                                            |